# رؤية رباعية الألوان

تعمل الأصباغ الأربعة الموجودة في الخلايا المخروطية للطائر (في هذا المثال، العصافير الإستريلدية) على توسيع نطاق رؤية الألوان إلى الأشعة فوق البنفسجية.

الرؤية رباعية الألوان (بالإنجليزية: Tetrachromacy)‏ هي حالة امتلاك أربع قنوات مستقلة لنقل معلومات اللون، أو امتلاك أربعة أنواع من الخلايا المخروطية في العين. الكائنات الحية ذات الصبغة الرباعية تسمى كائنات رباعية الألوان.
في الكائنات رباعية الألوان، يكون الفضاء اللوني الحسي رباعي الأبعاد، مما يعني أنه لمطابقة التأثير الحسي لأطياف الضوء المختارة ضمن طيفها المرئي ، يتطلب ذلك مزيجًا من أربعة ألوان أساسية على الأقل.
تظهر الرباعية بين عدة أنواع من الطيور والأسماك والبرمائيات والزواحف والحشرات وبعض الثدييات. حيث كانت الحالة الطبيعية لمعظم الثدييات في الماضي؛ ولكن أدى التغيير الجيني إلى فقدان غالبية الأنواع من هذه الفئة في النهاية اثنين من مخاريطها الأربعة. 

## علم وظائف الأعضاء
التفسير الطبيعي لرباعي الألوان هو أن شبكية العين تحتوي على أربعة أنواع من مستقبلات الضوء عالية الكثافة (تسمى الخلايا المخروطية في الفقاريات على عكس الخلايا العصوية، وهي مستقبلات ضوئية منخفضة الكثافة) مع أطياف امتصاص مختلفة. هذا يعني أن الكائن الحي قد يرى أطوال موجية تتجاوز تلك الخاصة برؤية الإنسان النموذجية، وقد يكون قادرًا على التمييز بين الألوان التي تبدو متطابقة للإنسان العادي.
قد يكون للأنواع ذات الرؤية اللونية رباعية الألوان ميزة فسيولوجية غير معروفة على الأنواع المنافسة.

## أمثلة

### السمك
تعتبر السمكة الذهبية (Carassius auratus auratus) وسمك الزرد (Danio rerio)  أمثلة على رباعي الألوان حيث تحتوي على خلايا مخروطية حساسة للأشعة الحمراء والخضراء والأزرق والأشعة فوق البنفسجية.

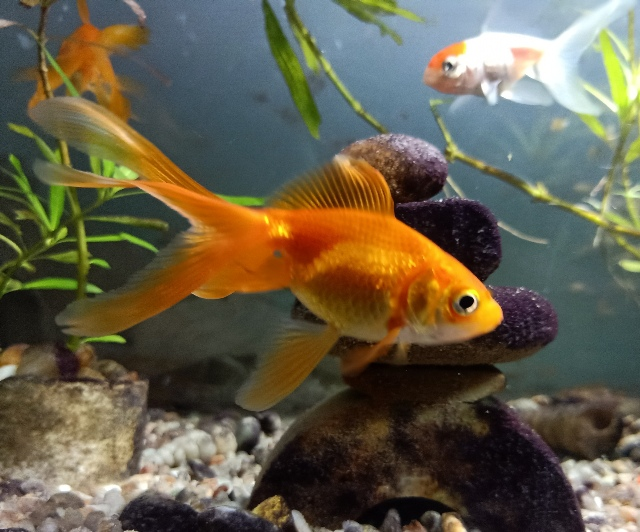
السمك الذهبي لديه خاصية رؤية رباعية الألوان

### الطيور
تستخدم بعض أنواع الطيور، مثل عصفور الحمار الوحشي والحماميات طول الموجة فوق البنفسجية 300-400 نانومتر الخاصة برؤية رباعية الألوان كأداة أثناء اختيار الشريك والبحث عن الطعام. عند اختيار الأصحاب، يظهر ريش الأشعة فوق البنفسجية ولون الجلد مستوى عالٍ من الاختيار. تستجيب عين الطائر النموذجية لأطوال موجية من حوالي 300 إلى 700 نانومتر. من حيث التردد، هذا يتوافق مع نطاق بالقرب من 430-1000 THz. تحتوي معظم الطيور على شبكية عين بها أربعة أنواع طيفية من الخلايا المخروطية التي يعتقد أنها تتوسط في رؤية الألوان رباعية الألوان.
تم تحسين رؤية لون الطيور بشكل أكبر عن طريق تصفية قطرات الزيت المصطبغة الموجودة في المستقبلات الضوئية. تقوم قطرات الزيت بتصفية الضوء الساقط قبل أن يصل إلى الصبغة المرئية في الأجزاء الخارجية من المستقبلات الضوئية.

### الحشرات
يمكن لحشرات العلف أن ترى أطوال موجية تعكسها الأزهار (تتراوح من 300 نانومتر إلى 700 نانومتر  ). يعتبر التلقيح علاقة متبادلة، وقد تطورت حشرات العلف وبعض النباتات معًا، مما أدى إلى زيادة نطاق طول الموجة: في الإدراك (الملقحات)، في الانعكاس والتباين (ألوان الزهور).  أدى الاختيار الاتجاهي للنباتات إلى عرض كميات متنوعة بشكل متزايد من الاختلافات اللونية التي تمتد إلى مقياس اللون فوق البنفسجي، وبالتالي جذب مستويات أعلى من الملقحات.

### الثدييات

#### الرنة
في المناطق التي تعيش فيها الرنة، تظل الشمس منخفضة جدًا في السماء لفترات طويلة. تمتص بعض أجزاء البيئة الأشعة فوق البنفسجية، وبالتالي فإن الرنة الحساسة للأشعة فوق البنفسجية تتناقض بشدة مع الثلج العاكس للأشعة فوق البنفسجية. ويشمل هذا البول (يشير إلى الحيوانات المفترسة أو المنافسين)، والأشنة (مصدر غذائي) والفراء (كما هو الحال في الذئاب والحيوانات المفترسة للرنة). على الرغم من أن الرنة لا تمتلك أوبسين محددًا للأشعة فوق البنفسجية، إلا أن استجابات الشبكية لـ 330 نانومتر قد تم تسجيله مؤخرا بوساطة أوبسينات أخرى.
تم اقتراح أن ومضات الأشعة فوق البنفسجية على خطوط الكهرباء هي المسؤولة عن تجنب حيوانات الرنة لخطوط الكهرباء لأن «... في الظلام، لا ترى هذه الحيوانات خطوط الكهرباء على أنها هياكل خافتة وسلبية، ولكن بدلاً من ذلك، كخطوط من الضوء الوامض تمتد عبر التضاريس.» 

#### البشر
عادة ما تحتوي القردة (بما في ذلك البشر) وقرود العالم القديم على ثلاثة أنواع من الخلايا المخروطية، وبالتالي فهي ثلاثية الألوان.
ومع ذلك ففي شدة الإضاءة المنخفضة قد تساهم الخلايا العصوية في رؤية الألوان، مما يعطي منطقة صغيرة من رباعي الألوان في مساحة اللون حيث تكون حساسية الخلايا العصوية البشرية في ذروتها عند طول الموجة الخضراء المزرقة.
في البشر، يوجد اثنان من الجينات الصبغية للخلايا المخروطية على الكروموسوم X : النوع الكلاسيكي 2 من جينات أوبسين OPN1MW و OPN1MW2 .
يمكن للأشخاص الذين لديهم اثنين من الكروموسومات X أن يمتلكوا أصباغ خلايا مخروطية متعددة، ربما ولدوا على شكل رباعي الألوان ولديهم أربعة أنواع تعمل في وقت واحد من الخلايا المخروطية، ولكل نوع نمط معين من الاستجابة لأطوال موجية مختلفة من الضوء في نطاق الطيف المرئي. اقترحت إحدى الدراسات أن 15٪ من نساء العالم قد يكون لديهن نوع المخروط الرابع الذي تكون ذروة حساسيته بين المخاريط القياسية الحمراء والخضراء، مما يعطي نظريًا، زيادة كبيرة في تمايز الألوان. تشير دراسة أخرى إلى أن ما يصل إلى 50٪ من النساء و 8٪ من الرجال قد يكون لديهم أربعة ألوان ضوئية وما يقابلها من تمييز لوني متزايد مقارنة بثلاثية الألوان. في عام 2010 وبعد عشرين عامًا من دراسة النساء اللواتي لديهن أربعة أنواع من المخاريط (رباعي الألوان غير وظيفي)، حدد عالم الأعصاب الدكتور غابرييل جوردان امرأة يمكنها اكتشاف مجموعة متنوعة من الألوان أكبر مما يمكن أن تكتشفه الألوان ثلاثية الألوان، مع رباعي الألوان وظيفي (أو رباعي الألوان حقيقي).   
بالنسبة للبشر، تحدث المعالجة البصرية الأولية في الخلايا العصبية لشبكية العين. من غير المعروف كيف ستستجيب هذه الأعصاب لقناة ألوان جديدة، أي ما إذا كان بإمكانها التعامل معها بشكل منفصل أو مجرد دمجها مع قناة موجودة.
تترك المعلومات المرئية العين عن طريق العصب البصري، من غير المعروف ما إذا كان العصب البصري لديه القدرة الاحتياطية للتعامل مع قناة لونية جديدة. وبما أنه تحدث مجموعة متنوعة من المعالجة النهائية للصور في الدماغ؛ فمن غير المعروف كيف ستستجيب مناطق الدماغ المختلفة إذا تم تقديمها بقناة ألوان جديدة.
قد تعزز خاصية رباعية الألوان أيضًا الرؤية في الإضاءة الخافتة أو عند النظر إلى الشاشة. 

## روابط خارجية
- الصائغ، تيموثي H. «ما طيور أنظر» مجلة ساينتفيك أمريكان يوليو 2006 . مقال عن الرؤية الرباعية اللون للطيور
- طومسون، إيفان (2000). «رؤية الألوان المقارنة: مساحة الجودة والبيئة المرئية.» في ستيفن ديفيس (محرر)، إدراك اللون: وجهات نظر فلسفية ونفسية وفنية وحاسوبية ، ص. 163 - 186. أكسفورد: مطبعة جامعة أكسفورد.
- أبحث عن سيدتي تتراكرومات بقلم جلين زوربيت. مجلة Red Herring ، 1 نوفمبر 2000
- «استكشاف البعد الرابع» . كلية العلوم البيولوجية بجامعة بريستول. 20 مارس 2009.
- الألوان - الأصفر المثالي من Radiolab ، 21 مايو 2012 (يستكشف رباعي الألوان في البشر)
- أبعاد رؤية الألوان في حاملات ثلاثية الألوان الشاذة - Gabriele Jordan et al - Journal of Vision 12 أغسطس 2010:
- على Tetrachromacy Ágnes Holba & B. Lukács
- تم تشخيص كونسيتا أنتيكو، امرأة من سان دييغو، على أنها «رؤية فائقة» بتقرير تلفزيون San Diego ABC ، 22 نوفمبر 2013.